# Lionel Poupaert
Lionel Poupaert (Brugge, 27 september 1900 - 12 februari 1989) was een Belgisch kunstschilder, behorende tot de Brugse School, restaurateur van schilderijen en kopiist.

## Levensloop
Lionel Poupaert was een zoon van goudsmid Gustaaf Poupaert (1866-1943), die werkte bij de goudsmid Benninck in de Nieuwe Gentweg, en van Arsena Clicteur (1866-1917). Hij trouwde met Jeanne-Marie Vermeersch en ze hadden twee zoons.
Vanaf 1912 studeerde hij aan de Brugse Kunstacademie bij Flori Van Acker. Hij behaalde er verschillende eerste prijzen en werd er primus in 1921. Hij werkte samen met kunstschilder Joseph Neutens, in diens decoratie-atelier. Van 1821 tot 1925 werkte hij bij Corneel Leegenhoek (1880-1940) en leerde er het vak van restaurateur en kopiist. Hij werkte verder zelfstandig samen met de zoon Corneel Leegenhoek (1903-1971). Hij maakte ook kopieën in opdracht van Flori Van Acker.
Poupaert schilderde veel stadsgezichten, wat hem een vertegenwoordiger maakt van de Brugse School. 
Hij schilderde ook portretten, onder meer van:
- Charles van Renynghe de Voxvrie;
- portretten van voogden van Onze-Lieve-Vrouw van de Potterie;
- portretten van oversten van het klooster van Onze-Lieve-Vrouw- van de Potterie.

In samenwerking met Jules Fonteyne ontwierp hij muurschilderijen die Vlaamse heiligenfiguren voorstelden:
- in de kapel van het Sint-Lodewijkscollege (in 1972 gesloopt);
- in de Brugse kerk van Kristus Koning.

Andere kunstwerken van zijn hand waren:
- Kopie van het retabel Onze Lieve Vrouw van Zeven Weeën van Adriaen Isenbrant (Onze-Lieve-Vrouwkerk Brugge), in opdracht van brouwer Henri Maes (1941).
- Kopie van de kaart met overzicht van de abdij van Ter Duinen, in opdracht van het gemeentebestuur van Koksijde (1957).
- Kopie van het drieluik De aanbidding der Wijzen door Hans Memling, in opdracht van de rector van de katholieke kerk van Carfinn in Schotland. Nadat de opdrachtgever was overleden en zijn opvolger het werk weigerde, behield de schilder het voor zichzelf.
- Kopie van het drieluik De aanbidding der Wijzen door Hans Memling, in opdracht van de Brugse Maatschappij van Zeevaartinrichtingen, die het als geschenk aanbood aan koning Boudewijn en koningin Fabiola ter gelegenheid van hun huwelijk (1961).
- Kopie van de Madonna met de Appel door Hans Memling, in opdracht van het stadsbestuur van Brugge, die het als geschenk aanbood aan prins Albert en prinses Paola, ter gelegenheid van de inhuldiging van het Prins Filipsdok.

Hij maakte liturgische ontwerpen voor het kunst- en borduuratelier Grossé.
Daarnaast, als medewerker met en opvolger van Leegenhoek, restaureerde hij talrijke schilderijen, onder meer:
- De kruisweg, de wapenschilden, de schilderijen (o.m. De aanbidding der Wijzen door Bernard Fricx) in de Sint-Michielskerk van Zuienkerke.
- Schilderijen in het rustoord One-Lieve-Vrouw-Hemelvaart, Naaldenstraat.
- De Triptiek Onze Lieve Vrouw van de zeven weeën, door Pieter Pourbus (Sint-Jacobskerk, Brugge).
- Merghelinck Museum Ieper, tachtig schilderijen, waaronder sommige zwaar beschadigd.
- Sint-Walburgakerk Oudenaarde, twee 17e-eeuwse schilderijen.
- Talrijke voogdenportretten in het Sint-Janshospitaal, Brugge.
- Verschillende schilderijen in de Onze-Lieve-Vrouwekerk, Brugge.
- Voogdenportretten van Matthijs de Visch en Jacob van Oost de Jonge in Onze-Lieve-Vrouw van de Potterie.
- Schilderijen in de zaal van het Vredegerecht in Brugge.
- De kaart van de abdij Ter Duinen.

Aan de Brugse Kunstacademie werd hij in 1926 leraar tekenen en in 1935 volgde hij Florimond Aerts op als leraar tekenen naar het antiek. Van 1944 tot aan zijn pensioen in 1966 was hij leraar tekenen en schilderen naar het levend model en leidde hij de klas van landschapsschildering.